# 三田本町駅
三田本町駅（さんだほんまちえき）は、兵庫県三田市相生町にある、神戸電鉄三田線の駅。駅番号はKB28。標高146 m。
線路名称上は三田線単独駅であるが、運転系統上では公園都市線の列車も乗り入れている。このため列車の本数は多い。車内放送での駅名連呼の際は「本町、三田本町」と案内される。

## 歴史
- 1929年（昭和4年）10月10日：神戸有馬電気鉄道三田線の電鉄横山（現・横山） - 三田間に新設開業[1][5]。
- 1947年（昭和22年）1月9日：三木電気鉄道との合併により、神有三木電気鉄道（現在の神戸電鉄）の駅となる[5]。
- 1991年（平成3年）3月21日：横山 – 三田間複線化（同月24日[5]）に伴い島式ホームとなり、駅舎を改築[1]。

## 駅構造

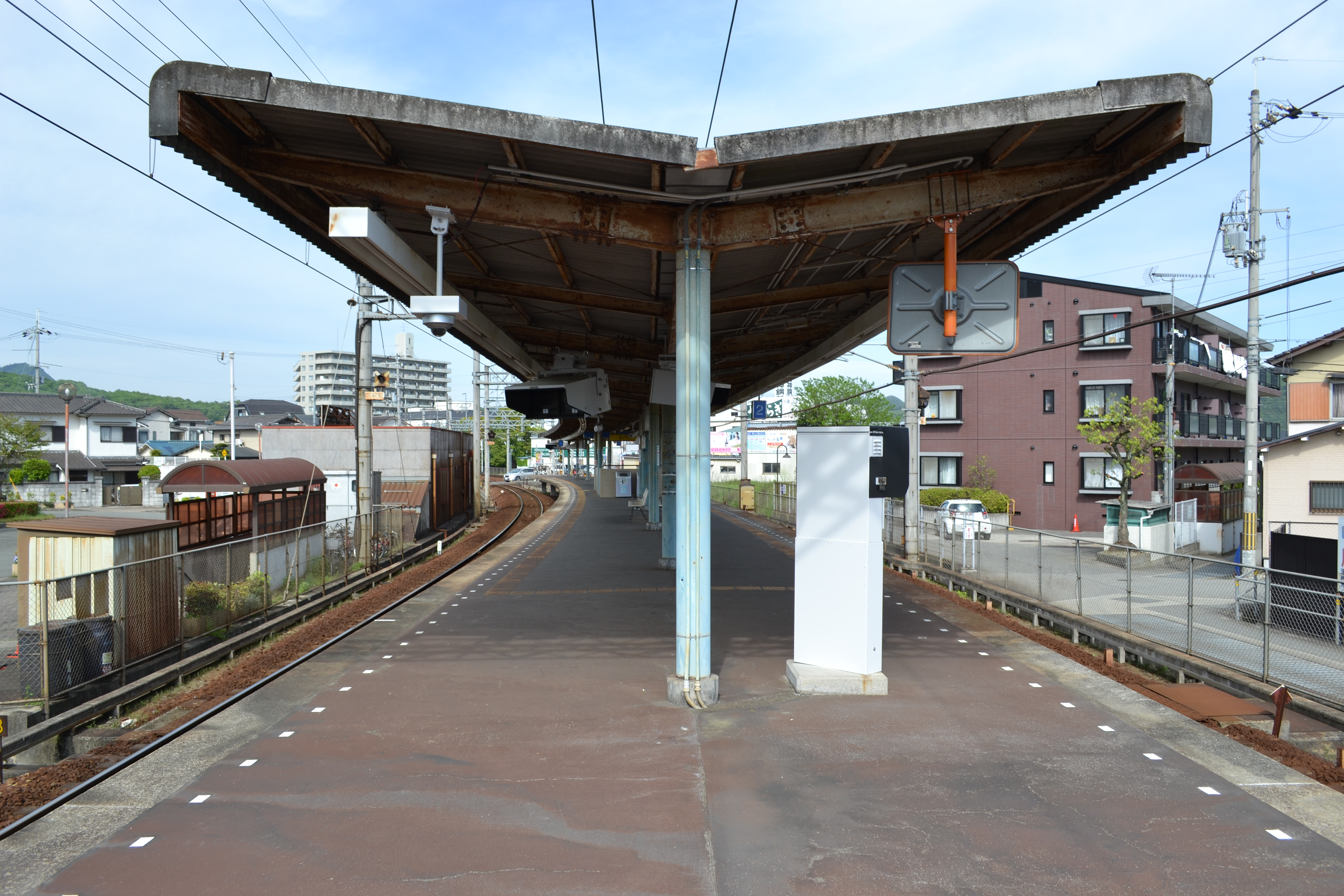
プラットホーム

島式1面2線のホームを持つ地平駅。駅舎は下り線側にあり、ホームへは地下道で連絡している。駅の南側へ直接出ることのできる出口はなく、駅構外の地下道を利用する。
沿線光ネットワークに接続された駅務遠隔システムが導入されており、センター駅から自動券売機、自動改札機、自動精算機、TVカメラ、インターホン、シャッターが遠隔操作される。そのため駅員巡回駅となっており、構内売店も設けられていない。以前は駅近辺の鍵屋で割引乗車券の委託販売を実施していたが、2009年11月時点では既に行われなくなっている。

### のりば
| ホーム | 路線   | 方向 | 行先                           |
| ------ | ------ | ---- | ------------------------------ |
| 1      | 三田線 | 下り | 三田方面                       |
| 2      | 三田線 | 上り | 新開地・ウッディタウン中央方面 |

## 利用状況
1日あたりの乗車人員 306人（2021年度）
近年の1日平均乗車人員は下表のとおりである。
| 年度               | 1日平均 乗車人員 |
| ------------------ | ---------------- |
| 2001年（平成13年） | 456              |
| 2002年（平成14年） | 426              |
| 2003年（平成15年） | 429              |
| 2004年（平成16年） | 399              |
| 2005年（平成17年） | 391              |
| 2006年（平成18年） | 370              |
| 2007年（平成19年） | 351              |
| 2008年（平成20年） | 347              |
| 2009年（平成21年） | 344              |
| 2010年（平成22年） | 344              |
| 2011年（平成23年） | 338              |
| 2012年（平成24年） | 341              |
| 2013年（平成25年） | 352              |
| 2014年（平成26年） | 379              |
| 2015年（平成27年） | 364              |
| 2016年（平成28年） | 372              |
| 2017年（平成29年） | 345              |
| 2018年（平成30年） | 331              |
| 2019年（令和元年） | 338              |
| 2020年（令和02年） | 297              |
| 2021年（令和03年） | 306              |

## 駅周辺
三田市の市街地の外れにあるが、旧市街の中心であった本町には近い。
住宅が多いが、農地もある。
- 国道176号
- 兵庫県道720号テクノパーク三田線
- 三田本町郵便局
- ロピア 三田対中店

## 隣の駅
神戸電鉄
■三田線（■公園都市線直通含む）
■特快速（新開地行のみ運転）・■急行・■準急・■普通
横山駅 (KB27) - 三田本町駅 (KB28) - 三田駅 (KB29)